# Loreto
Loreto je město a katolické poutní místo ve střední Itálii, v provincii Ancona oblasti Marche. Jedná se o město s asi 11 000 obyvateli, rozložené na pahorku nedaleko pobřeží Jaderského moře, 20 km jihovýchodně od Ancony. Po Římu je Loreto druhým nejvýznamnějším poutním místem Itálie; ročně je navštíví na 3 miliony lidí. Loreto je sídlem Územní prelatury Loreto.

## Loretánská svatyně
Nachází se zde loretánská svatyně, komplex staveb obklopující tzv. Svatou chýši (Casa Santa), jehož nejnápadnější částí je pozdně gotická trojlodní bazilika (Chiesa della Casa Santa) ze druhé poloviny 15. století. Přímo ve středu kostela pak stojí vlastní Svatá chýše, obezděná renesančním bohatě zdobeným mramorovým obložením v podobě kvádru podle návrhu Donata Bramanteho z roku 1509.
Po celém světě se pak vyskytují kopie této svatyně, označované jako loreto, česky loreta.

## Jiné památky
Před basilikou na Piazza della Madona stojí palác Palazzo Apostolico z roku 1510, který slouží i jako obrazárna a muzeum.

## Vývoj počtu obyvatel
Počet obyvatel